# Gebed van Azarja
Gebed van Azarja is een toevoeging aan Daniël in de Hebreeuwse Bijbel. Het boek wordt in protestantse kringen als apocrief bestempeld, in katholieke en Oosters-orthodoxe kerken wordt het boek als canoniek gehouden. Het 'Gebed van Azarja' en het 'Lied van de Drie Heilige Kinderen' zijn ook opgenomen in het boek Oden.

## Drie vrienden in de vurige oven
In de Hebreeuwse/Aramese versie van het boek Daniël staat een verhaal over Sadrach, Mesach en Abednego, drie vrienden van Daniël. Abednego heette in het Hebreeuws oorspronkelijk Azarja. Deze drie vrienden werden in een vurige oven gegooid, omdat zij weigerden te buigen voor een godenbeeld dat koning Nebukadnezar II had laten maken. Een engel kwam de vrienden te hulp en zo overleefden zij hun straf op wonderbaarlijke wijze.

### Gebed
Het gebed van Azarja is een toevoeging aan dit verhaal die we alleen vinden in de Griekse versie van dit verhaal, in de Septuagint. Gewoonlijk plaatst men het gebed tussen Daniël 3:23 en 24. Het is het gebed dat Azarja gebeden zou hebben terwijl hij met de twee andere veroordeelden in de vlammen liep.

### Hymne
Het gebed wordt gevolgd door een hymne aan God, die de drie samen zongen, het 'Lied van de Drie Heilige Kinderen'. Het gebed en het lied getuigen van godsvertrouwen en van volledige toewijding aan de God van de Israëlieten.

## Oorsprong
Het gebed en het bijbehorende lied worden niet gevonden in de Hebreeuwse en Aramese tekst van het boek Daniël, noch worden ze aangehaald in enige bestaande vroege Joodse geschriften. De passage komt echter wel voor in bepaalde oude vertalingen, met name de Griekse, Syrische en Latijnse versies. Aan het einde van de 19e eeuw identificeerde M. Gaster wat een Aramees origineel van het lied lijkt te zijn en een andere toevoeging, Bel en de draak, die ook ontbreken in het canonieke boek Daniël. De Aramese tekst maakt deel uit van een verzameling oude Joodse teksten, samengesteld door een rabbijn uit de 14e eeuw, en is bekend onder de naam De Kronieken van Jerameël.
De oorsprong van deze geschriften is onduidelijk. Of de verslagen oorspronkelijk in het Hebreeuws (of Aramees) of in het Grieks waren opgesteld, is onzeker, hoewel veel moderne geleerden op basis van tekstueel bewijs concluderen dat er waarschijnlijk een originele Semitische uitgave was. De datum van samenstelling van deze documenten is ook onzeker, hoewel veel geleerden de voorkeur geven aan een datering in de tweede of eerste eeuw voor Christus.